# Le Doyenné
Pour les articles homonymes, voir Doyenné.
Le Doyenné est un espace d'art moderne et contemporain situé à Brioude, en Haute-Loire, dans la région Auvergne-Rhône-Alpes.

## Situation
L'association Le Doyenné est située place Lafayette, dans la maison du Doyenné à Brioude, Haute-Loire.
La maison du Doyenné a été rénovée durant deux années, 2017 et 2018 sous la responsabilité de l'architecte en chef des Monuments historiques, Stefan Manciulescu.

## Description
L'association utilise les 500 m2 de bâtiment de l'Hôtel du Doyenné en déployant :
- au rez-de-chaussée, un espace accueil et boutique sur 140 m2
- au premier niveau, trois salles d'exposition sur 190 m2
- au second niveau, deux salles d'exposition sur 170 m2.

Les étages sont desservis par un ascenseur et un escalier monumental avec une rampe en fer forgé.

## Historique
L'association Le Doyenné est créée le 18 mai 2018 sous l'impulsion de Jean-Jacques Faucher et Jean-Louis Prat. Elle a pour vocation d'organiser des expositions temporaires sur des artistes majeurs de l'art moderne et contemporain.

## Expositions
Depuis son ouverture en 2018, Le Doyenné a organisé des expositions monographiques et des expositions d’artistes contemporains dont les principales sont :
- Chagall - Du coq à l’âne 22 Juillet[8] - 7 octobre 2018
- Miró -  Les chemins de la poésie[9]. 22 Juin - 6 octobre 2019 avec l'aide de la Fondation Miró et du Musée d'art moderne Pompidou.
- Nicolas de Staël : Ruptures et tradition[10]. 26 juin - 11 octobre 2020
- Picasso : L’œuvre ultime, hommage à Jacqueline[11]. 26 juin - 16 octobre 2022, avec l'aide du Musée national Picasso.
- Ernest Pignon-Ernest : L'écho du monde[12]. 1er juillet - 15 octobre 2023
- Hans Hartung : Une liberté salutaire[13]. 5 juillet - 13 octobre 2024 avec l'aide de la Fondation Hartung.
- Jean Dubuffet : Le défi au quotidien[14]. 28 juin - 2 novembre 2025 avec l'aide de la Fondation Dubuffet.